# 吉坂村
吉坂村（よしさかむら）は、広島県山県郡にあった村。現在の山県郡北広島町の一部にあたる。

## 地理
- 河川：吉木川[1]、小河内川[2]

## 歴史
- 1889年（明治22年）4月1日、町村制の施行により、山県郡今吉田村、阿坂村、吉木村が合併して村制施行し、吉坂村が発足[1][3]。役場は大字今吉田に設置し、1898年（明治31年）大字阿坂に、1901年（明治34年）大字吉木に移転した[1]。
- 1945年（昭和20年）広島市神崎国民学校生徒77名が大字今吉田に疎開し、同年9月まで滞在した[2]。
- 1952年（昭和27年）七曲小水力発電所完成[4]。水井手に吉坂村立吉坂病院設立[5]。
- 1956年（昭和31年）3月31日、山県郡都谷村、原村と合併し、豊平町を新設して廃止された[1][3]。

## 産業
- 農業、養蚕[4]